# Miednik (osada leśna w województwie mazowieckim)
Miednik – osada leśna w Polsce położona w województwie mazowieckim, w powiecie węgrowskim, w gminie Stoczek.
W latach 1975–1998 miejscowość administracyjnie należała do województwa siedleckiego.